# Jean de Gribaldy
Jean de Gribaldy (Besançon, 18 de julio de 1922 - 2 de enero de 1987) fue un ciclista y director de equipos ciclistas francés. 
Fue ciclista profesional de 1945 a 1954, período durante el cual logró apenas cuatro victorias, y cuyo mayor éxito fue quedar 2.º en el Campeonato de Francia de ruta. Entre sus resultados más destacados, está el ser 9.º en la París-Niza 1946 y 10.º en la Lieja-Bastogne-Lieja 1952. Comenzó su carrera como director deportivo a mediados de los años 1960.
Apodado "el Vizconde", es famoso para haber descubierto campeones como el irlandés Sean Kelly, el portugués Joaquim Agostinho, el neerlandés Steven Rooks, o el también francés Eric Caritoux. Además de descubridor de talentos, este director deportivo atípico supo también volver a dar una oportunidad a numerosos corredores olvidados por otros equipos.
Personaje fuera de la norma, piloto de avión en su tiempo libre, desde 1994 una de las calles de Besançon lleva su nombre: "la Subida Jean de Gribaldy", que les conduce a la cumbre de la colina de Chaudanne. Dirigía en Besançon, en el Lugar del Mercado más exactamente, un almacén que permanece inscrito en la historia de esta ciudad. Gracias él, se celebraron allí en 1980 los Campeonatos del Mundo de ciclismo sobre pista.
Falleció en 1987, a los 68 años de edad, en un accidente de tráfico.
Anualmente, se celebra en julio la carrera ciclista "Montée Jean de Gribaldy" en Besançon.
El 26 de junio de 2025, Grand Besançon Métropole presentó 8 de estos nuevos tranvías, que estarán en servicio a partir de julio de 2025. Serán más largos y tendrán una capacidad de 200 pasajeros, frente a los 130 de los tranvías anteriores. Uno de ellos llevará el nombre de Jean de Gribaldy y estará decorado con su retrato y biografía.

## Palmarés
1944
- Champion du Doubs
- Montereau-Paris

1946
- Critérium du Ballon d'Alsace

1947
- 2.º en el Campeonato de Francia de ciclismo en ruta

1948
- Tour de Doubs

## Equipos (como ciclista)
- Peugeot-Dunlop (1945-1949)
- Mervil (1950)
- Terrot-Wolber-Tigra (1951)
- Terrot-Hutchinson (1952)
- Terrot-Hutchinson-Schlegel Cycles (1953)
- Terrot-Hutchinson (1954)

## Equipos (como director deportivo)
- Grammont-de Gribaldy (1964)
- Grammont-Motoconfort/Tigra-Meltina-de Gribaldy/Wolhauser Sirops Berger (1965)
- Tigra-Meltina-de Gribaldy (1966)
- Tigra-Grammont/Tigra-Enicar (1967)
- Frimatic-Viva-de Gribaldy/Tigra-Enicar (1968)
- Frimatic-Viva-de Gribaldy (1969)
- Frimatic-Viva-de Gribaldy-Wolber (Tour de France) (1969)
- Wolhauser-Ravis- de Gribaldy (1970)
- Frimatic-de Gribaldy (1970)
- Hoover-de Gribaldy (1971)
- Van Cauter-Magniflex-de Gribaldy (1972)
- Miko-de Gribaldy (1975)
- Miko-de Gribaldy-Superia (1976)
- Velda-Latina Assicurazioni 7-Flandria (1977)
- Velda-Lano-Flandria (1978)
- Flandria-CA VA SEUL (1979)
- Puch-Sem-Campagnolo (1980)
- Sem-France Loire-Campagnolo (1981)
- Sem-France Loire-Campagnolo (1982)
- Sem-France Loire-Mavic-Reydel (1983)
- Skil-Sem-Mavic-Reydel (1984)
- Skil-Reydel-Sem (1985)
- Kas-Mavic-Tag Heuer (1986)